# International Ombudsman Institute
Das International Ombudsman Institute (IOI) ist eine unabhängige und unpolitische internationale Organisation mit Sitz in Wien. Die 205 Mitglieder sind nationale, regionale und lokale Ombudsmann-Einrichtungen aus rund 105 Staaten.
Das IOI wurde 1978 gegründet und hat Regionalgruppen in Afrika, Asien, Australien und im Pazifischen Ozean, in der Karibik und Lateinamerika sowie in Nordamerika und Europa.
Das International Ombudsman Institute ist die einzige global agierende Interessenvertretung für unabhängige Verwaltungskontrollorgane. Durch ihre Tätigkeit fördert sie den Austausch von Information und Erfahrungen zwischen Ombudsmann-Einrichtungen weltweit. Sie organisiert Trainings, vergibt Regionalsubventionen, veröffentlicht Publikationen zu Ombudsman-relevanten Themen und unterstützt Ombudsmann-Einrichtungen, die unter Druck geraten sind.
Seit September 2009 beherbergt die österreichische Volksanwaltschaft in Wien das Generalsekretariat des IOI. Das Generalsekretariat wird von einem Mitglied der Volksanwaltschaft geleitet.
Der Vorstand der Organisation setzt sich derzeit aus 21 Ombudsleuten aus allen sechs Weltregionen zusammen.

## Vorsitzende des Vorstands
- Ulf Lundvik, 1984
- Bernard Frank, 1985–
- Stephen Owen, 1990
- John Robertson, 1992–1994
- Jorge Maiorano
- Marten Oosting, −1999
- Brian Elwood, 1999–2002
- Clare Lewis, 2002–2004
- Bill Angrick, 2004–2010
- Mats Melin, 2010
- Beverley Wakem, November 2010 – Oktober 2014
- John Walters, Oktober 2014 – November 2016[5]
- Peter Tyndall, November 2016 – Mai 2021
- Chris Fielda, seit Mai 2021[6]